# Phalloceros mikrommatos
Espèce
Phalloceros mikrommatos est une espèce de poisson du genre Phalloceros et de la famille des Poeciliidae.